# 4857 Altgamia
4857 Altgamia eller 1984 FM är en asteroid i huvudbältet som upptäcktes den 29 mars 1984 av den amerikanska astronomen Carolyn S. Shoemaker vid Palomar-observatoriet. Den är uppkallad efter Andrew L. T. och Angela Maria Chiarappa Green.
Asteroiden har en diameter på ungefär 6 kilometer.